# Stramentopappus
 Stramentopappus H.Rob. & V.A.Funk, 1987 è un genere di piante angiosperme dicotiledoni della famiglia delle Asteraceae.

## Etimologia
Il nome scientifico del genere è stato definito per la prima volta dai botanici Harold Ernest Robinson (1932-2020) e Vicki Ann Funk (1947-2019) nella pubblicazione Botanische Jahrbücher für Systematik, Pflanzengeschichte und Pflanzengeographie. Leipzig (Bot. Jahrb. Syst. 108(2-3): 227) del 1987.

## Descrizione
Il portamento delle piante di questa voce è fruticoso (di aspetto arbustivo). Altezza massima 1,5 - 2 metri. La pubescenza è fatta di semplici peli multisettati. Gli organi interni di queste piante contengono lattoni sesquiterpenici.
Le foglie lungo il fusto sono disposte in modo alterno. La lamina è intera, in genere a forma da lanceolata a ellittico-ovata. Le venature sono pennate. Entrambe le facce sono ricoperta da peli stipitato-ghiandolosi (quella abassiale in particolare è tomentosa).
Le infiorescenze sono di tipo terminale, formate da alcuni capolini (fino a 15 - 20). Frammisti ai capolini sono presenti delle fogliose brattee che li ricoprono abbondantemente. La struttura dei capolini, omogami e discoidi, è quella tipica delle Asteraceae: un peduncolo sorregge un involucro composto da 100 - 130 brattee disposte su circa 8 serie che fanno da protezione al ricettacolo sul quale s'inseriscono i fiori di tipo tubuloso. Le brattee, persistenti, sono provviste di apici stretti. Il ricettacolo può essere provvisto di pagliette oppure no.
I fiori, circa 110 per capolino, sono tetra-ciclici (ossia sono presenti 4 verticilli: calice – corolla – androceo – gineceo) e pentameri (ogni verticillo ha in genere 5 elementi). I fiori sono inoltre ermafroditi e actinomorfi (raramente possono essere zigomorfi).
- Formula fiorale:

*/x K {\displaystyle \infty }, [C (5), A (5)], G 2 (infero), achenio.
- Calice: i sepali del calice sono ridotti ad una coroncina di squame.
- Corolla: la corolla, formata da un tubo imbutiforme terminanti in 5 lobi, può essere pubescente o glabra. Il colore varia da lavanda a biancastro.
- Androceo: gli stami sono 5 con filamenti liberi e distinti, mentre le antere sono saldate in un manicotto (o tubo) circondante lo stilo.[12] Le appendici delle antere sono sclerificate e glabre (e senza ghiandole). Le teche delle antere prive di code. Il polline è tricolporato (con tre aperture sia di tipo a fessura che tipo isodiametrica o poro) ed echinato (con punte) ma non "lophato".[13]
- Gineceo: lo stilo è filiforme con base nodosa o diritta. Gli stigmi dello stilo sono due lunghi e divergenti; sono sottili, pelosi (peli a spazzola affilati e settati) e con apice acuto. L'ovario è infero uniloculare formato da 2 carpelli. Gli stigmi hanno la superficie stigmatica interna (vicino alla base).[14]

I frutti sono degli acheni con pappo. Gli acheni, a forma più o meno cilindrica, hanno 5 coste con superficie in genere glabra. All'interno si può trovare del tessuto di tipo idioblasto e rafidi di tipo subquadrato da corti a moderatamente allungati; non è presente il tessuto tipo fitomelanina. Nella zona apicale dell'achenio è presente un anello all'interno del quale è posizionato il pappo che è formato da setole multiseriate. Le setole, facilmente decidue e usualmente non sclerificate alla base, sono corte e colorate di giallastro.

## Biologia
- Impollinazione: l'impollinazione avviene tramite insetti (impollinazione entomogama tramite farfalle diurne e notturne).
- Riproduzione: la fecondazione avviene fondamentalmente tramite l'impollinazione dei fiori (vedi sopra).
- Dispersione: i semi (gli acheni) cadendo a terra sono successivamente dispersi soprattutto da insetti tipo formiche (disseminazione mirmecoria). In questo tipo di piante avviene anche un altro tipo di dispersione: zoocoria. Infatti gli uncini delle brattee dell'involucro si agganciano ai peli degli animali di passaggio disperdendo così anche su lunghe distanze i semi della pianta.

## Distribuzione e habitat
La distribuzione delle piante di questa voce è relativa al Messico.

## Tassonomia
La famiglia di appartenenza di questa voce (Asteraceae o Compositae, nomen conservandum) probabilmente originaria del Sud America, è la più numerosa del mondo vegetale, comprende oltre 23 000 specie distribuite su 1 535 generi, oppure 22 750 specie e 1 530 generi secondo altre fonti (una delle checklist più aggiornata elenca fino a 1 679 generi). La famiglia attualmente (2021) è divisa in 16 sottofamiglie.

### Filogenesi
Le specie di questo gruppo appartengono alla sottotribù Leiboldiinae descritta all'interno della tribù Vernonieae Cass. della sottofamiglia Vernonioideae Lindl.. Questa classificazione è stata ottenuta ultimamente con le analisi del DNA delle varie specie del gruppo. Da un punto di vista filogenetico in base alle ultime analisi sul DNA la tribù Vernonieae è risultata divisa in due grandi cladi: Muovo Mondo e Vecchio Mondo. I generi di Leiboldiinae sono posizionati in un piccolo subclade centro-americano tra i cladi del Nuovo e Vecchio Mondo. Nelle varie analisi filogenetiche questa sottotribù è risultata la prima a separarsi dal gruppo del Nuovo Mondo.
La sottotribù, e quindi i suoi generi, si distingue per i seguenti caratteri:
- queste piante contengono sesquiterpeni glicosidi;
- la pubescenza è fatta di peli semplici;
- gli acheni sono privi di fitomelanina
- l'areale di questo gruppo è il Messico e l'America Centrale.

In precedenza la tribù Vernonieae, e quindi la sottotribù (Leiboldiinae) di questo genere, era descritta all'interno della sottofamiglia Cichorioideae.
I caratteri distintivi per le specie di questo genere (Stramentopappus) sono:
- nella zona apicale dell'achenio è presente un anello all'interno del quale è posizionato il pappo;
- le brattee dell'involucro sono provviste di apici stretti.

Il numero cromosomico delle specie di questo genere è: 2n = 38.

### Elenco delle specie
Questo genere ha 2 specie:
- Stramentopappus congestiflorus Redonda-Mart. & Villaseñor
- Stramentopappus pooleae  (B.L.Turner) H.Rob. & V.A.Funk